# Harpactes
Harpactes là một chi chim trong họ Trogonidae.